# توميسلاف باشيتش
توميسلاف باشيتش مواليد 4 مايو 1980 في شيروكي برييغ، جمهورية البوسنة والهرسك الاشتراكية، جمهورية يوغوسلافيا الاشتراكية الاتحادية، هو لاعب كرة قدم بوسني. يلعب كحارس مرمى.

## المسيرة الاحترافية

### أندية لعب لها
- نادي شيروكي برييغ
- أركا غدينيا